# Neopelma pallescens
A Neopelma pallescens a madarak osztályának verébalakúak (Passeriformes) rendjébe és a piprafélék (Pipridae) családjába tartozó faj.

## Rendszerezése
A fajt Frédéric de Lafresnaye francia ornitológus írta le 1853-ban, a Tyrannula nembe Tyrannula pallescens néven.

## Előfordulása
Dél-Amerikában, Bolívia és Brazília területén honos. Természetes élőhelyei a trópusi és szubtrópusi lombhullató erdők. Állandó, nem vonuló faj.

## Megjelenése
Testhossza 14 centiméter.

## Életmódja
Főleg rovarokkal táplálkozik, de gyümölcsöt is fogyaszt.

## Természetvédelmi helyzete
Az elterjedési területe nagy, egyedszáma viszont csökken, de még nem éri el a kritikus szintet. A Természetvédelmi Világszövetség Vörös listáján nem fenyegetett fajként szerepel.